# Pečanica
Pečanica (cyr. Печаница) – wieś w Serbii, w okręgu braniczewskim, w gminie Veliko Gradište. W 2011 roku liczyła 328 mieszkańców.